# Burgreste Bräunisburg
Die Burgreste Bräunisburg bezeichnen die abgegangene Spornburg Neuwartenberg, später als Burg Lichtwartenberg bezeichnet, auf der Gemarkung von Nendingen, westlich von Mühlheim an der Donau im Landkreis Tuttlingen in Baden-Württemberg.

## Geschichte

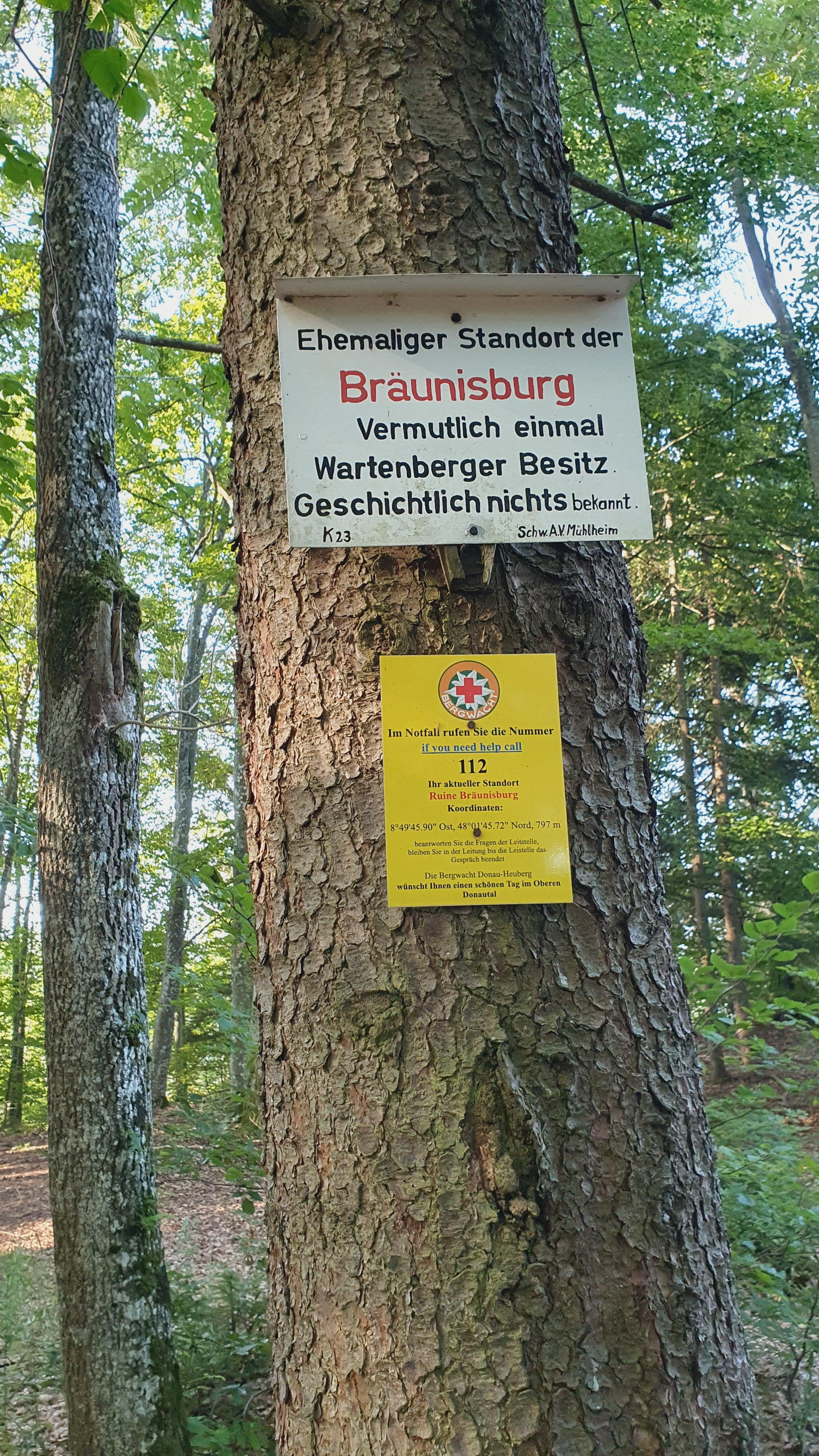
Informationsschild am Standort

Von der im 12. oder 13. Jahrhundert erbauten Burg sind nur noch Geländespuren und Mauerschutt vorhanden. Die Bezeichnung Bräunisburg leitet sich von dem Bergrücken Bräunisberg, auf dem sich der Burgstall befindet, ab.
Als ehemalige Besitzer werden die Herren von Wartenberg genannt, die die Burg mit ihren Ministerialen besetzten. Im Jahr 1394 wurde Burg Neuwartenberg nur noch als Ruine bezeichnet, zwischen den Jahren 1411 und 1435 war sie als Burg Lichtwartenberg im Besitz des Adelsgeschlechtes der Fürstenberger.

## Beschreibung
Die Burgstelle befindet sich in 852 m ü. NN Höhe auf einem nach Westen gerichteten Bergsporn über dem Ursental. Die 3400 Quadratmeter große Gesamtanlage teilte sich in eine 300 Quadratmeter große Kernburg, und in eine wesentlich größere Vorburg.
Etwa 75 Meter vor der Spornspitze wird der Bereich von einem 110 Meter langen und gebogenen Wall abgeriegelt. Dieser Wall ist heute noch 3,5 Meter hoch auf der Feldseite, und 1,6 Meter hoch an der Innenseite der Burganlage erhalten, und endet im Südosten am steil abfallenden Berghang, im Norden in einem halbkreisförmigen Graben, der die Kernburg von der Vorburg abteilte. Ein Graben vor dem Wall ist nicht sichtbar, war aber durch die Überhöhung des Burggeländes nicht unbedingt nötig. Als Bebauungsreste der Vorburg sind ein bogenförmiger Steinwall, der innerhalb der Burgfläche an den Außenwall anbindet, und ein kreisförmiger Steinwall mit einem Durchmesser von etwa vier Metern und einer Höhe von einem halben Meter erhalten. Bei dem Steinwall wird es sich wohl um die ehemalige Zisterne der Burg handeln.
Die Kernburg lag auf der kleinen felsigen Spitze des Spornes, sowie auf einer etwas tiefer liegenden Terrasse, die heute als Aussichtsfelsen genutzt wird. Mauerwerksreste auf der Innenseite des halbkreisförmigen Sohlgrabens sind wohl die Reste einer bogenförmigen Schildmauer oder eines Rundturmes.

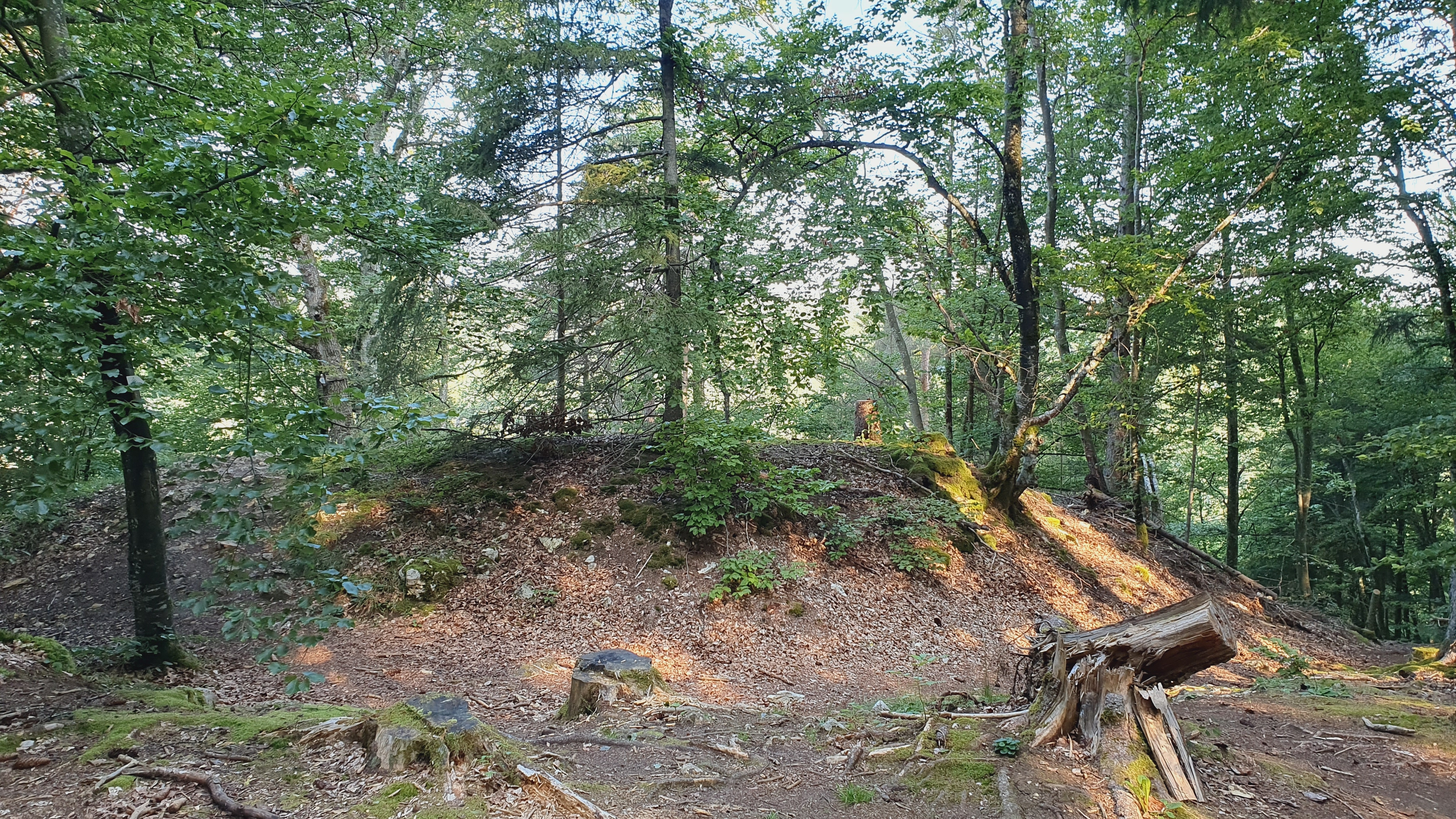
Wall-/Grabensystem der Reste der Bräunisburg
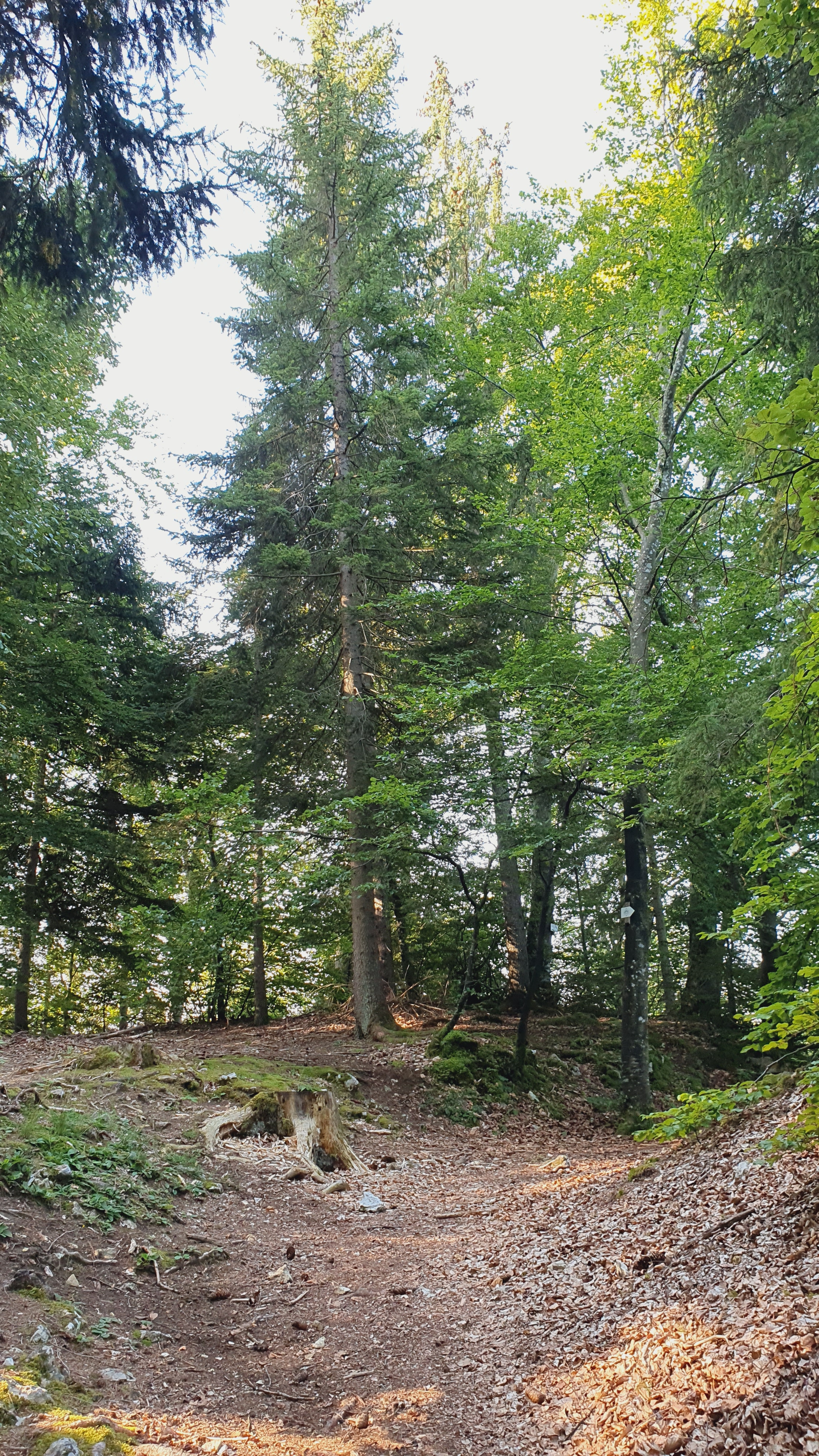
Reste des Burggrabens
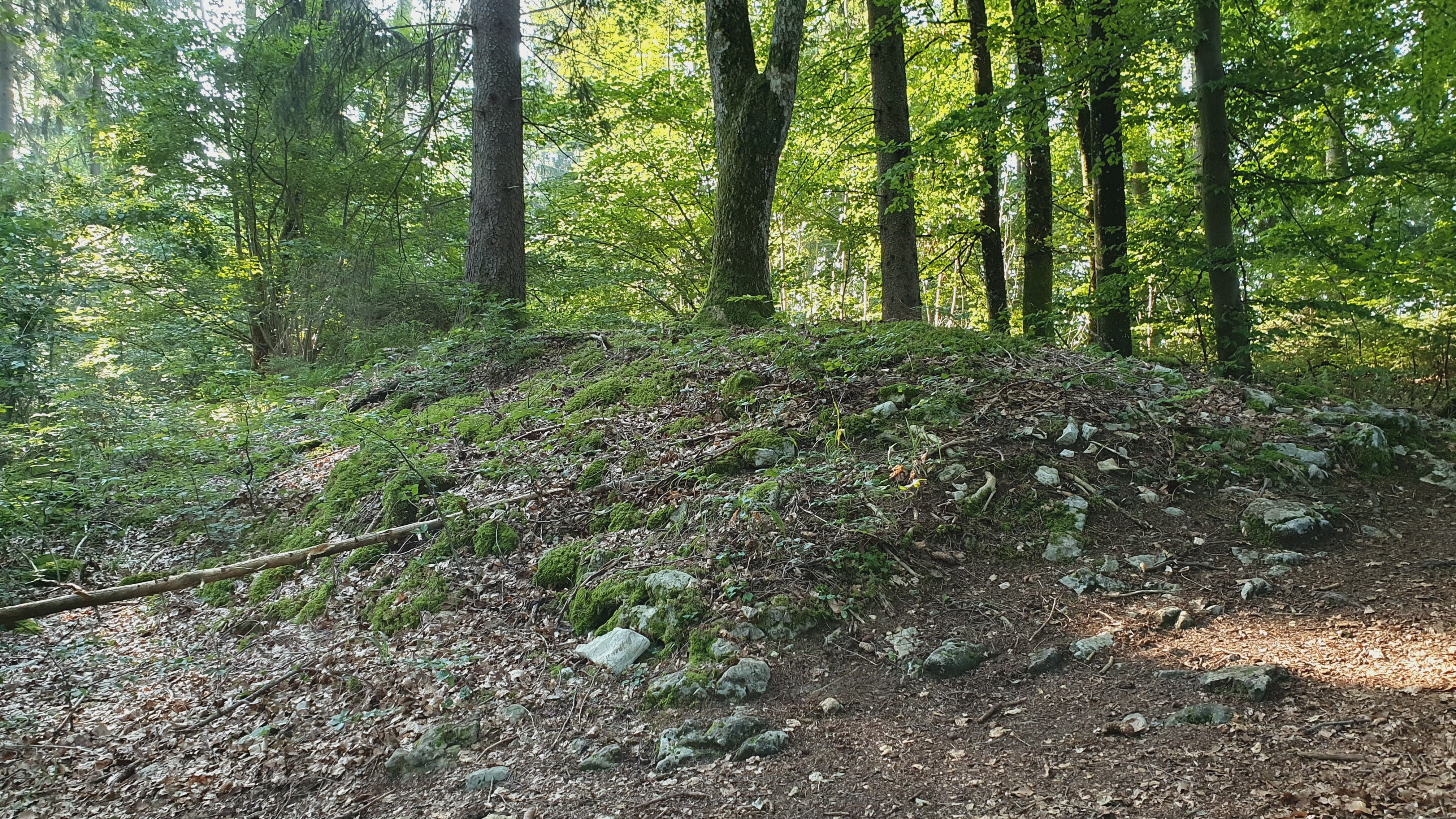
Wallreste der Burg
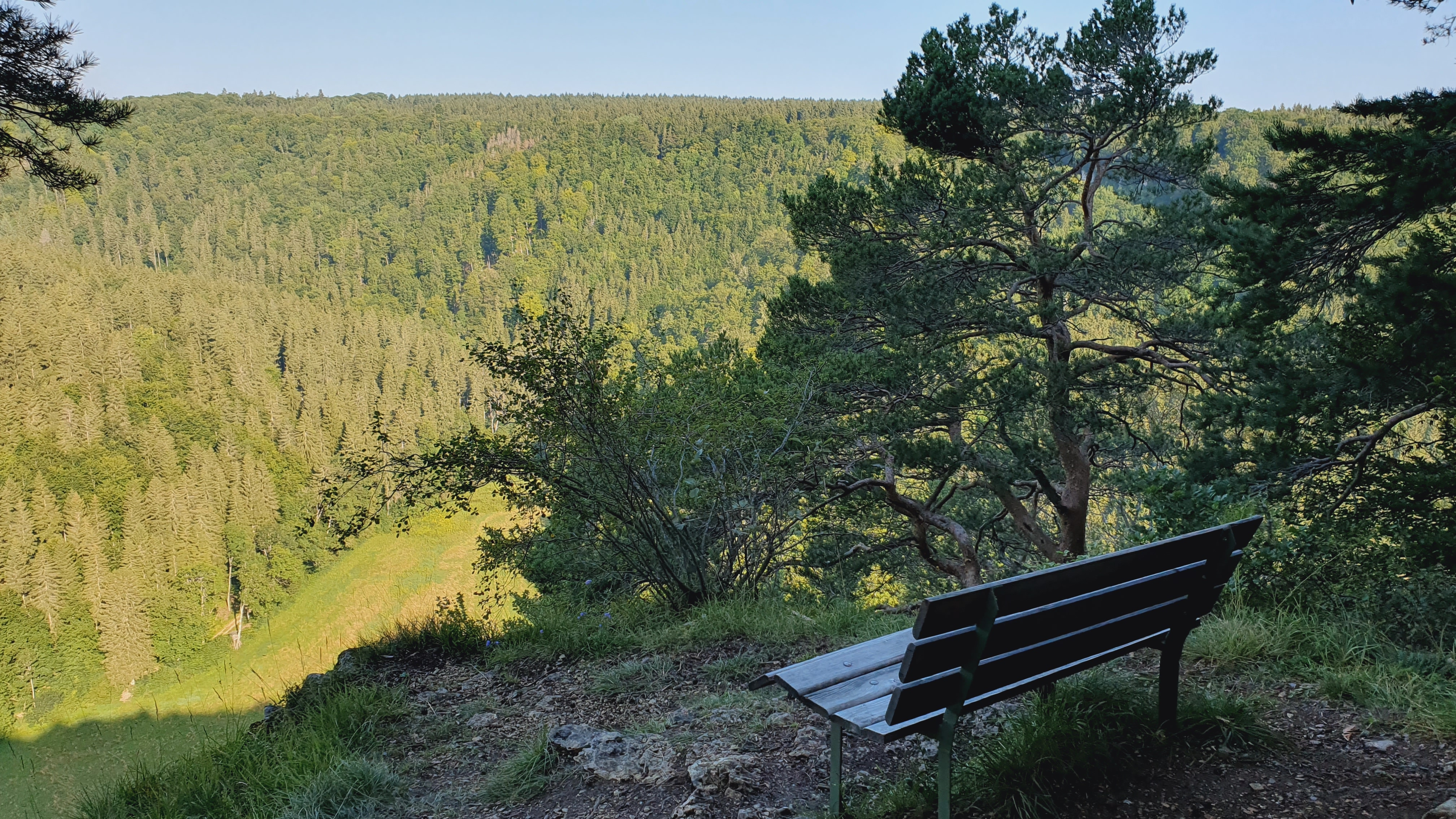
Am Burgenstandort mit Aussichtspunkt ins Ursental